# 理查德·大卫·普雷希特
理查德·大卫·普雷希特（德語：Richard David Precht，1964年12月8日—）是一位德国生活哲学家。他以撰写通俗的哲学问题科普书籍而闻名。

## 生平
理查德·大卫·普列希特是汉斯-于尔根·普列希特（Hans-Jürgen Precht，汉诺威人）的儿子。他成长于一个替代性与非传统的资产阶级家庭，共有五个孩子，其中两位来自越南，在1969年至1972年期间被其父亲收养，这一行为是作为对越南战争的抗议。其父亲是一位专业的工业设计师，对文学有浓厚兴趣，并经营一座大型私人图书馆。母亲则是家庭主妇，积极参与慈善组织“Terre des hommes”。普雷希特从小就在知识分子与理想主义的左翼环境中成长。他毕业于索林根剑街高中，在此后曾兼职教区工人。随后，他在德国科隆大学学习哲学、德国研究和美术史，并于1994年获得了哲学博士学位。在1991年至1995年期间，他担任认知科学研究项目的助理。
1997年，普雷希特担任《芝加哥论坛报》的亚瑟·F·伯恩斯研究员，并于两年后获得亨氏-库恩奖学金。在2000年至2001年期间，他在欧洲新闻学院担任研究员，并于2001年在生物医学研究新闻领域获奖。
普雷希特与妻子卡罗琳·玛特（卢森堡远程电视台电视主持人兼副主编）、儿子以及三名继子女居住在卢森堡和科隆。

## 著作
普雷希特以文学和艺术作品广为人知。以下是他的一些代表作品：

### 哲学与文学
2009年，文学作品《爱情的哲学》（Liebe - ein unordentliches Gefühl），将生物性的性爱观与心理、社会文化联系起来，整理了人类对爱的理解及其各种情况。普雷希特的主要论点是，爱源于亲子关系而非性关系。然而，归属感和性爱源于童年对父母的认同以及之后对性伴侣的探索。因此，爱是对（早期）儿童爱与经验需求的反映。该书在2009年3月至12月间成为《明镜周刊》畅销书。

### 发行
普雷希特自2010年12月起，共同出版杂志《agora42》。普雷希特表示，这是一个“经济学家与哲学家对彼此的领域互不感兴趣”的痛苦经历。

## 社会与政治立场
普雷希特主张一种新的公民社会。他的哲学角度较为偏向于美国的社区主义，其民主化思想具有较高的社会公民意识。他认为，经济与政治义务会对恒定的经济增长造成伤害。在对蒂洛·萨拉辛的陈述辩论中，普雷希特认为对移民的指控与族群分布、贫富差距以及上层社会与下层社会的道德差距有关。普雷希特对德国联邦国防军在阿富汗的驻扎持有相当严肃的批评立场。

## 外部連結
1. ↑  .   [2011-05-18]. （原始内容存档于2011-10-07）.（英文）
2. ↑  .   [2011-02-09].
 （页面存档备份，存于） .   [2011-08-03]. 原始内容存档于2021-03-22.（德文）
3. ↑  Die entfremdete Republik （页面存档备份，存于）, in: DER SPIEGEL, 28. Juni 2010, S.116-117.（德文）
4. ↑  Soziale Kriege （页面存档备份，存于）, in: DER SPIEGEL, 27. September 2010, S. 176-177（德文）
5. ↑  Feigheit vor dem Volk （页面存档备份，存于）, in: DER SPIEGEL, 3. August 2009, S. 118-119（德文）